# Mohamed Al-Deayea
Mohamed Abdullaziz Al-Deayea (arabiska: محمد عبد العزيز الدعيع), född 2 augusti 1972 i Ha'il, är en saudiarabisk före detta fotbollsmålvakt. 
Han har spelat Världsmästerskapet i fotboll 1994, 1998, 2002 och 2006. Al-Deayea hade världsrekord i mest spelade landskamper genom tiderna.  Under sina år som målvakt har han representerat Al-Ta'ee och Al-Hilal. Smeknamn: Den svarta spindeln.